# Madame Monsieur
Madame Monsieur — французский дуэт, состоящий из вокалистки Эмили Сатт и продюсера Жан-Карла Люка́. 12 мая в Лиссабоне, Португалия они представили Францию на конкурсе «Евровидение 2018» с песней «Mercy».

## История
Эмили Сатт и Жан-Карл Люка впервые встретились в 2008 году и сформировали свой дуэт Madame Monsieur в 2013 году. В 2015 году они сочинили песню «Smile» для французского рэпера Юссуфа и позже выступили на французском телешоу Taratata. Свой дебютный альбом Tandem дуэт выпустил 4 ноября 2016 года.
1 января 2018 года музыканты подтвердили своё участие в Destination Eurovision, французском национальном отборе на «Евровидение 2018», с песней «Mercy». 20 января они прошли из второго полуфинала в финал, который состоялся 27 января 2018 года. В финале дуэт занял третье место в результате голосования международного жюри и первое место в результате зрительского голосования, накопив достаточное количество комбинированных очков, чтобы выиграть конкурс.
12 мая 2018 года в Лиссабоне дуэт представил Францию в финале конкурса песни Евровидение 2018, набрав 173 балла и заняв 13 место.

## Состав
- Эмили Сатт — вокал
- Жан-Карл Люка — продакшн, бэк-вокал

## Дискография

### Альбомы
- Vu d’ici (20 апреля 2018)
- Tandem (26 июня 2020)

### Мини-альбомы
- Tandem (4 ноября 2016)
- Des gens mortels (10 декабря 2021)

### Синглы
| Год  | Название                                          | Альбом   |
| ---- | ------------------------------------------------- | -------- |
| 2015 | «You Make Me Smile»                               | Tandem   |
| 2016 | «Égérie»                                          | Tandem   |
| 2016 | «See Ya» (feat. S.Pri Noir)                       | Tandem   |
| 2016 | «Morts ou vifs» (feat. Jok’Air & Ibrahim Maalouf) | Tandem   |
| 2016 | «Partir»                                          | Tandem   |
| 2016 | «Tournera» (feat. Youssoupha)                     | Tandem   |
| 2018 | «Mercy»                                           | Vu d’ici |